# Murdannia fadeniana
Murdannia fadeniana är en himmelsblomsväxtart som beskrevs av Nampy och Joby. Murdannia fadeniana ingår i släktet Murdannia och familjen himmelsblomsväxter. Inga underarter finns listade.